# Эскадренные миноносцы типа «Один»
Тип «Один» (норв. Odin-klasse) — серия норвежских малых эсминцев, классифицируемых порой также как миноносцы. Были спроектированы как универсальные корабли, способные также использоваться в роли минных заградителей. Представляют собой развитие класса типа «Слейпнир», однако построены по существенно изменённому проекту.

## История службы
"Odin" сдался германским войскам 11.4.1940 в Кристиансанне. Включен в состав Кригсмарине под названиями "Panther".
"Tor" в момент вторжения Германии в Норвегию проходил сдаточные испытания. Затоплен экипажем 9.4.1940 в гавани Фредрикстада. Поднят немцами и после ремонта 13.6.1940 включен в состав Кригсмарине под названием "Tiger".
"Balder" захвачен герм, войсками в недостроенном состоянии в Хортене 9.4.1940. Достроен и введен в состав Кригсмарине 26.6.1940 под названием "Leopard".
В январе 1941 г. переоборудованы в торпедоловы, прежняя артиллерия и ТА сняты, установлены 1 105-мм/45 орудие, 1 37-мм/83 и 2 20-мм/65 автоматы. Зимой 1941/42 г. на "Panther" добавлены еще 2 20-мм/65 автомата. После войны возвращены Норвегии под прежними названиями.
Сданы на слом в 1959 г.

## Представители проекта
| Название       | Закладка | Спуск на воду   | Вступление в строй | Судьба                                   |
| -------------- | -------- | --------------- | ------------------ | ---------------------------------------- |
| Odin "Panther" | 1938     | 17 января 1939  | ноябрь 1939        | снят с вооружения в 1959 и пущен на слом |
| Tor "Tiger"    | 1938     | 9 сентября 1939 | 13 июня 1940       | снят с вооружения в 1959 и пущен на слом |
| Balder Leopard | 1938     | 11 октября 1939 | 26 июня 1940       | снят с вооружения в 1959 и пущен на слом |